# Myiodactylus paranebulosus
Myiodactylus paranebulosus is een insect uit de familie van de Nymphidae, die tot de orde netvleugeligen (Neuroptera) behoort. 
Myiodactylus paranebulosus is voor het eerst wetenschappelijk beschreven door New in 1988.